# SN 1964O
SN 1964O – supernowa odkryta we wrzeniu 1964 roku w galaktyce Intergal. W momencie odkrycia miała maksymalną jasność 15,00m.